# هومبيرتو ماورو دا سيلفا تيكسيرا
هومبيرتو ماورو دا سيلفا تيكسيرا (بالبرتغالية: Humberto Mauro da Silva Teixeira‏) هو لاعب كرة قدم برازيلي في مركز الهجوم، ولد في 10 ديسمبر 1966 في فولتا ريدوندا في البرازيل. لعب مع غريميو بورتو أليغرينزي ونادي أفاي لكرة القدم ونادي اليرموك ونادي غواراني ونادي فلومينينسي ونادي فيتوريا.